# Dreigingsbeeld Terrorisme Nederland
Het Dreigingsbeeld Terrorisme Nederland (DTN) is een Nederlandse meetschaal, welke aangeeft, wat het algemene dreigingsniveau is voor een terroristische aanslag in Nederland. 

## Geschiedenis
De Nationaal Coördinator Terrorismebestrijding en Veiligheid (NCTV) ontwikkelde omstreeks het jaar 2004 twee belangrijke instrumenten ten behoeve van de regie en coördinatie van de strijd tegen terrorisme in Nederland. In combinatie met het Alerteringssysteem Terrorismebestrijding (ATb) voorziet de meetschaal van het Dreigingsbeeld Terrorisme Nederland (DTN) in de mogelijkheid om helder en eenduidig beleid te ontwikkelen op dit gebied, maar ook voor het duidelijk informeren van politici en beleidsmakers, bedrijfsleven en bevolking over ontwikkelingen inzake (de bestrijding van) terrorisme. Waar het ATb zich met name richt op de overheid en sectoren van het bedrijfsleven, geldt het DTN als informatie ten behoeve van alle onderdelen van de maatschappij, in geheel Nederland. De eerste rapportage van de NCTV inzake het DTN kwam uit op 10 juni 2005. De informatie die wordt gebruikt voor de DTN rapporten, is afkomstig van Nederlandse inlichtingendiensten zoals de AIVD, MIVD, buitenlandse inlichtingendiensten, Europol, Interpol, de Nationale Politie en gemeentelijke diensten met een taak op het terrein van veiligheid. Daarnaast maakt de NCTV gebruik van openbare bronnen zoals nieuwsberichten en wetenschappelijke onderzoeken, ambtelijke rapportages, maar ook van eigen analyses. De NCTV publiceert viermaal per jaar een rapport inzake het Dreigingsbeeld Terrorisme Nederland.

## Dreigingsniveaus

### 1 - De terroristische dreiging in Nederland is minimaal
Het is niet waarschijnlijk dat in Nederland een terroristische aanslag plaatsvindt.
- We hebben geen aanwijzingen dat zich in Nederland personen bevinden die een terroristische dreiging vormen.
- We hebben geen aanwijzingen dat Nederland in beeld is bij terroristen in het buitenland.

### 2 - De terroristische dreiging in Nederland is beperkt
Er bestaat een kleine kans op een terroristische aanslag in Nederland.
- Er is sprake van radicalisering waarvan op termijn een dreiging kan uitgaan.
- Terroristen hebben de intentie aanslagen te plegen in Europa, maar treffen daartoe geen concrete voorbereidingen.

### 3 - De terroristische dreiging in Nederland is aanzienlijk
Een terroristische aanslag in Nederland is voorstelbaar.
- Er zijn in Nederland personen en groepen die sterk radicaliseren en een dreiging vormen.
- We hebben geen aanwijzingen dat terroristen een aanslag in Nederland voorbereiden, maar het is wel voorstelbaar.
- Terroristen plegen of plannen aanslagen in Europa.

### 4 - De terroristische dreiging in Nederland is substantieel
De kans op een terroristische aanslag in Nederland is reëel.
- Terroristen zien Nederland als een doelwit.
- Terroristen plegen aanslagen in omringende landen.
- Mogelijk zijn er aanwijzingen dat terroristen een aanslag op Nederland voorbereiden.

### 5 - De terroristische dreiging in Nederland is kritiek
Een terroristische aanslag in Nederland is op handen.
- We hebben concrete aanwijzingen dat terroristen op het punt staan een aanslag in Nederland te plegen.
- Er heeft een aanslag in Nederland plaatsgevonden.
- Er is een kans op een vervolgaanslag in Nederland.